# Спиридони (Арђеш)
Спиридони (рум. Spiridoni) насеље је у Румунији у округу Арђеш у општини Котмеана. Oпштина се налази на надморској висини од 506 m.

## Становништво
Према подацима из 2002. године у насељу је живело 123 становника, од којих су сви румунске националности.